# Anusvara
Der Anusvara oder Anusvar (Sanskrit: अनुस्वार anusvāra „Nach-Laut“; Hindi: anusvār) ist ein Zeichen in den indischen Schriften, das entweder die Nasalierung des vorhergegangenen Vokals anzeigt oder als nasaler Konsonant ausgesprochen wird. Der Anusvara ist kein eigenständiger Buchstabe, sondern ein diakritisches Zeichen, welches nur in Kombination mit einem anderen Buchstaben vorkommen kann. Die IAST-Transliteration ist ṃ, bisweilen findet sich auch die Transliteration ṁ.

## Verwendung
Im Sanskrit bezeichnet der Anusvara die Nasalisierung des vorhergehenden Vokals. Diese Nasalisierung erfolgt im Wortinneren vor Halbvokalen und Frikativen (y, r, l, v, ś, ṣ, s und h). So ist das Wort संसार saṃsāra „Geburtenkreislauf“ als /sãsāra/ zu sprechen. Entsprechend einer Sandhi-Regel wandelt sich im Sanskrit ein auslautendes m vor einem Wort, das mit einem Konsonanten beginnt, zu Anusvara. In diesem Fall wird es /m/ gesprochen (z. B. एवं evaṃ als /evam/).
Im Wortinneren vor einem Verschlusslaut wird der Anusvara als homorganer (am selben Artikulationsort gebildeter) Nasal ausgesprochen; d. h. man spricht vor einem bilabialen Verschlusslaut wie p den bilabialen Nasal m, vor einem dentalen Verschlusslaut wie t den dentalen Nasal n etc. Im Sanskrit ist dies meist nur bei Komposita der Fall, deren erstes Glied auf m auslautet (z. B. परंतप paraṃ-tapa „Feindetöter“ als /parantapa/). In den modernen Sprachen wie Hindi kann eine Ligatur aus homorganem Nasal und Verschlusslaut durch die Schreibung mit Anusvara ersetzt werden. So existieren für den Namen der Sprache Hindi die Schreibweisen हिन्दी hindī und हिंदी hiṃdī; die Aussprache lautet in beiden Fällen /hindī/. In ähnlicher Weise kann der Name der Stadt Mumbai मुम्बई mumbaī oder मुंबई muṃbaī geschrieben werden. Da der Anusvara einfacher zu schreiben ist als die grafisch komplexen Ligaturen, wird diese Schreibweise in den modernen Sprachen bevorzugt; bei Sanskrit-Drucken werden die Ligaturen hingegen meist ausgeschrieben.
Vor r, l und s wird der Anusvara im Hindi als /n/ gesprochen (z. B. संस्कृत saṃskṛt „Sanskrit“ als /sanskṛt/), vor v als /m/ (z. B. संवत saṃvat als /samvat/) und vor h als /ṅ/ (z. B. सिंह siṃh „Löwe“ als /siṅh/). Im Hindi ist zu beachten, dass das Zeichen Chandrabindu, das eine Nasalisierung des vorangehenden Vokals anzeigt, in bestimmten Fällen grafisch identisch mit dem Anusvara ist.
In südindischen Sprachen wie Malayalam wird die in diesen Sprachen häufige Endung -am durchgängig mit Anusvara geschrieben, z. B. മരം maraṃ /maram/ „Baum“.

## Realisierung des Anusvara in den indischen Schriften
Der Anusvara wird in den unterschiedlichen indischen Schriften entweder als Punkt oberhalb des Konsonantenzeichens oder als Kreis rechts davon realisiert. In der folgenden Tabelle sind für die einzelnen indischen Schriften das Anusvara-Zeichen, die Beispielsilbe kaṃ und der Unicode-Codepoint des Anusvara-Zeichens angegeben.
| Schrift       | Zeichen | Beispiel | Unicode       |
| ------------- | ------- | -------- | ------------- |
| Bengali       | ং        | কং        | U+0982 (2434) |
| Devanagari    | ं        | कं        | U+0902 (2306) |
| Gujarati      | ં        | કં        | U+0A82 (2690) |
| Gurmukhi      | ਂ        | ਕਂ        | U+0A02 (2562) |
| Kannada       | ಂ        | ಕಂ        | U+0C82 (3202) |
| Malayalam     | ം        | കം        | U+0D02 (3330) |
| Oriya         | ଂ        | କଂ        | U+0B02 (2818) |
| Singhalesisch | ං        | කං        | U+0D82 (3458) |
| Telugu        | ం        | కం        | U+0C15 (3093) |